# 童名谦
童名谦（1958年6月23日—），湖南省长沙市人，生于黑龙江省宝清县。中华人民共和国官员，官至湖南省政协副主席。

## 生平

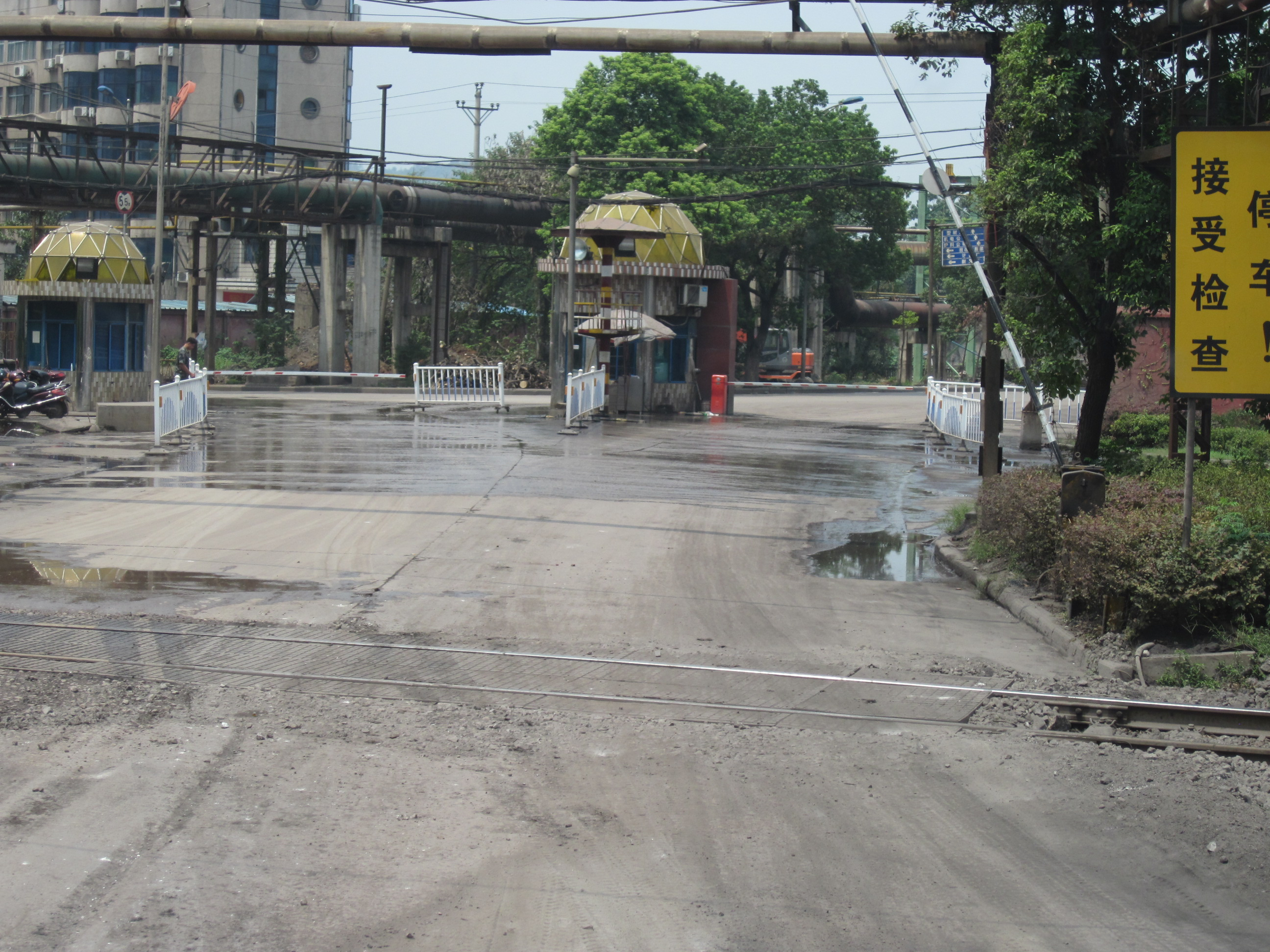
童名谦曾供职于涟源钢铁厂

### 早年生涯
1958年6月23日出生于黑龙江省宝清县。1975年10月参加工作。1975年10月至1978年7月，在黑龙江省八五二农场粮油加工厂当搬运工。1978年7月至1979年8月，担任黑龙江省八五二农场粮油加工厂政工科宣传干事。1979年4月，参加中国共产党。1979年9月至1980年10月，任黑龙江省八五二农场组织部组织干事。
1980年11月至1981年8月，任湖南省涟源钢铁厂炉衬车间教育干事。1981年9月至10月，任湖南省涟源钢铁厂团委宣传干事。1981年11月至1983年12月，任湖南省涟源钢铁厂团委副书记。1983年12月至1986年12月，任共青团湖南娄底地委副书记。（其间，1984年9月至1986年7月，在中国青年政治学院大专培训班政治教育专业学习。）1987年1月至1988年2月，任共青团湖南省委宣传部部长。1988年3月至1991年11月，任共青团湖南省委办公室主任。1991年11月至1993年7月，任共青团湖南省委联络部部长。（其间，1992年1月至1993年12月，在湖南大学国际商学院管理工程专业同等学力学习，获得工学硕士学位。1993年2月至7月，在中共湖南省委党校中青年干部培训班学习。）1993年7月至1997年8月，任共青团湖南省委副书记、党组成员。1997年4月至1997年8月，任共青团湖南省委党组成员。（其间，1995年8月至1997年12月，在中共中央党校函授学院党政专业学习。）

### 各地主政
1997年8月至2000年9月，任中共湘西土家族苗族自治州委委员、常委、组织部部长。2000年9月至2003年2月，任中共湘西土家族苗族自治州委副书记。（其间，2001年3月至2002年1月，在中共中央党校一年制中青年干部培训班学习。）2003年2月至2008年3月，任中共湘西土家族苗族自治州委书记。（其间，2001年3月至2004年1月，在中共中央党校在职研究生班经济管理专业学习，获研究生学历）2008年3月至2012年2月，任中共邵阳市委书记。（其间，2010年3月至7月，在中共中央党校中青年干部培训班学习。）2012年2月至2013年1月，任中共衡阳市委书记、衡阳警备区党委第一书记。2013年1月至4月，任湖南省政协副主席、中共衡阳市委书记。2013年4月起，专任湖南省政协副主席。

### 贿选案件领导责任
2013年12月18日晚，中纪委监察部网站发布消息称：湖南省政协副主席童名谦涉嫌严重违纪违法，正在接受中纪委调查。童名谦事发，距离此前中央第十巡视组进驻湖南省仅48天。2013年12月21日，中共中央组织部有关负责人证实，“湖南省政协副主席童名谦涉嫌严重违纪，中央已决定免去其领导职务，现正在按程序办理。”
2013年12月27日至28日，湖南省人民代表大会常委会召开全体会议，对在衡阳市十四届人大一次会议期间，通过贿赂手段当选的56名湖南省人大代表，依法确认当选无效并公告。衡阳市有关县（市、区）的人大常委会在2013年12月28日分别举行会议，决定接受512名收受了钱物的衡阳市人大代表辞职（另有6名收受钱物的衡阳市人大代表此前已因调离衡阳市而终止代表资格）。经查，2012年12月28日至2013年1月3日，衡阳市第十四届人民代表大会第一次会议召开，共527名衡阳市人大代表出席。在差额选举湖南省人大代表时，发生严重的通过贿赂手段破坏选举的违纪违法案件。经初步查明，共56名当选的湖南省人大代表存在有送钱拉票的行为，涉案金额达到1.1亿余元人民币，共518名衡阳市人大代表及68名大会工作人员收受钱物。时任中共衡阳市委书记、衡阳市人大换届领导小组组长的童名谦“失职渎职，对本案负有直接领导责任，中央已决定免去其领导职务，现正在按程序办理，由中央纪委立案调查。”据信，此案是1949年中华人民共和国成立后查处的最大规模的一起人民代表大会贿选案件。
2014年1月2日，根据中央纪委监察部网站的消息，“童名谦在任湖南省衡阳市委书记期间，作为市换届工作领导小组组长、严肃换届纪律第一责任人，不正确履行职责，对衡阳市人大选举湖南省人大代表前后暴露出的贿选问题，没有及时采取有效措施严肃查处，导致发生严重的以贿赂手段破坏选举的违纪违法案件，给党、国家和人民利益造成重大损失，政治影响和社会影响极其恶劣。童名谦上述玩忽职守行为已构成严重违纪并涉嫌犯罪。”依照《中国共产党纪律处分条例》等的规定，经中共中央纪律检查委员会常委会审议并报中共中央批准，“决定给予童名谦开除党籍、开除公职处分；将其涉嫌犯罪问题移送司法机关依法处理。”。同年2月，政协湖南省委员会免去童名谦的省政协副主席职务。同年6月23日，北京市人民检察院第二分院对其提起公诉。8月18日，童名谦因犯玩忽职守罪，被判处有期徒刑5年。
2018年3月28日，北京秦城监狱以童名谦获得两次监狱改造积极分子奖励为由，建议减去其有期刑期六个月。6月4日，北京市第一中级人民法院裁定对童名谦减刑6个月。2018年6月30日，童名谦刑满释放，成为首个出狱的中共十八大后落马的省部级高官。

## 家庭
- 胞妹：童名让，湖南省发改委党组成员、纪检组长兼机关党委书记[13]。